# Tohatin, Chișinău
Tohatin este satul de reședință al comunei cu același nume din sectorul Ciocana, municipiul Chișinău, Republica Moldova. În componența comunei intră satele: Tohatin, Cheltuitor și Buneț.

## Geografie
Comuna Tohatin este situată în Câmpia Terasată a Nistrului Inferior, la 7 km est de municipiul Chișinău.

## Istorie
Anul fondării este 1517. Denumirea satului „Tohatin” provine de la moșia unui boier cu același nume de familie. Satul Tohatin sărbătorește Ziua Hramului la 27 octombrie – de sf. Cuvioasa Parascheva.

## Demografie
În satele comunei locuiesc 2520 locuitori.

### Structura etnică
Structura etnică a satului Tohatin conform recensământului populației din 2004:
| Grup etnic                                               | Populație | % Procentaj  |
| -------------------------------------------------------- | --------- | ------------ |
| Băștinași declarați Moldoveni Băștinași declarați Români | 1914 34   | 91,23% 1,62% |
| Ucraineni                                                | 65        | 3,10%        |
| Ruși                                                     | 54        | 2,57%        |
| Bulgari                                                  | 13        | 0,62%        |
| Găgăuzi                                                  | 9         | 0,43%        |
| Țigani                                                   | 1         | 0,05%        |
| Alții                                                    | 8         | 0,38%        |
| Total                                                    | 2098      |              |

## Infrastructură și economie
În comună activează: Primăria, gimnaziul nr.74 "Viorel Găina" - Director Cheltuitor Viorel, grădinița nr. 223 - Director Braghis Ala, 17 agenți economici. Mărimea bugetului local la venituri și cheltuieli este în valoare de 1567 mii lei.